# Momo (roman)
Pour les articles homonymes, voir Momo.
Momo, dont le titre complet est Momo ou l'étrange histoire des voleurs de temps et de l'enfant qui rendit aux gens le temps qui leur avait été volé (titre original : Momo, oder Die seltsame Geschichte von den Zeit-Dieben und von dem Kind, das den Menschen die gestohlene Zeit zurückbrachte) est un roman de fantasy pour la jeunesse de l'écrivain allemand Michael Ende publié en 1973. Le titre du roman reprend le prénom de la petite fille qui en est le personnage principal. Le livre a connu plusieurs adaptations sur d'autres supports, en particulier au cinéma.

## Résumé
Momo est une petite fille qui vit dans les ruines d'un amphithéâtre à l'écart de la ville. Là, elle invente des jeux avec les enfants, et discute parfois avec des adultes. Ses deux meilleurs amis sont Beppo, un balayeur des rues, et Gigi, qui est guide pour touristes. Le quotidien de Momo et de ses amis est menacé lorsque d'étranges hommes vêtus de gris commencent à apparaître régulièrement dans la ville, toujours accompagnés de courants d'air froid et d'une insupportable odeur de cigare. Les Hommes en gris sont les représentants de la Banque de sauvegarde du Temps : ils proposent aux habitants de la ville de déposer une partie de leur temps à la Banque, qui le leur rendra plus tard avec des intérêts. Les gens à qui ils parlent oublient tout des Hommes en gris, mais gardent en tête la consigne d'épargner autant de temps que possible.
La vie en ville est peu à peu transformée par ce nouvel état d'esprit : toutes les activités considérées comme des pertes de temps, par exemple les loisirs, les arts, la vie sociale ou le sommeil, sont abandonnées ou réduites autant que possible, les bâtiments et les objets sont tous produits à l'identique afin de gagner du temps, et le rythme du quotidien atteint progressivement une cadence infernale. De plus, les habitants ne profitent finalement jamais du temps qu'ils épargnent. Ce temps reste indéfiniment enfermé à la Banque, où il est concrétisé par des lys ; les Hommes en gris utilisent ces pétales pour se confectionner des cigares qu'ils fument, et le temps ainsi fumé est perdu.
Momo est la seule à ne pas donner prise aux manœuvres des Hommes en gris, car elle n'a pas la même personnalité que les autres. Les Hommes en gris élaborent plusieurs plans pour l'attirer ou la capturer, sans succès. Mais Momo voit tous ses amis tomber les uns après les autres sous l'influence des Hommes en gris, et se retrouve seule face à ses ennemis. En cherchant un moyen de sauver la ville, la petite fille entend parler du mystérieux professeur du Temps, Secundus Minutus Hora, et de la tortue Cassiopée, qui est capable de voir une demi-heure dans le futur.

## Genèse du roman
Michael Ende écrit Momo dans sa résidence de Genzano en Italie. Selon Ende lui-même, « Momo est un témoignage de gratitude à l'Italie, et aussi une déclaration d'amour ». Momo paraît en 1973, six ans avant L'Histoire sans fin.

## Histoire éditoriale
La première édition de Momo paraît en Allemagne en 1973. Le roman est ensuite traduit dans de nombreuses langues à l'étranger.
En France, une traduction paraît chez Hachette en 1988. En Grande-Bretagne, une première traduction du roman paraît en 1974 sous le titre Men in Grey (Les Hommes en gris) ; une deuxième traduction, conservant cette fois le titre original Momo, paraît en 1984. La première traduction en espagnol, Momo, o la extraña historia de los ladrones del tiempo y la niña que devolvió el tiempo a los hombres, est publiée en 1978.

## Adaptations

### Versions audio
Plusieurs enregistrements audio de lectures du livre ou d'adaptations proches à l'attention du jeune public sont réalisées en Allemagne. Une version sur cassettes audio, en trois cassettes, paraît chez Karussell en 1984, puis est republiée sur trois CD en 1999. Une autre version audio, en trois CD, paraît chez Der Audio Verlag en 2001, avec Karin Anselm et Rufus Beck. Une lecture du roman par Rufus Beck, occupant cinq CD, paraît également chez De Audio Verlag en 2008.

### Au cinéma
La première adaptation du roman au cinéma est Momo, un film allemand tourné en prises de vue réelles, réalisé par Johannes Schaaf et sorti en 1986. En 2001 sort une adaptation italo-allemande du roman en long métrage d'animation, Momo alla conquista del tempo, réalisée par Enzo D'Alò.

### Au théâtre
Michael Ende réalise lui-même un opéra en deux actes, Momo und die Zeitdiebe, adapté de son roman, sur une musique de Mark Lothar. La première a lieu au Landestheater de Cobourg en novembre 1978.